# Марк З. Данијелевски
Марк З. Данијелевски (енгл. Mark Z. Danielewski; Њујорк, 5. март 1966) је амерички књижевник. Иако је његов други роман Само револуције (2006) био номинован за Националну награду за књижевност, Данијелевски је највише познат по свом деби роману Кућа листова (2000).

## Биографија
Марк Данијелевски је рођен у Њујорку, 1966. године. Отац му је познати авангардни режисер, Тед Данијелевски, а сестра Ана Данијелевески, позната певачица. Због очевог посла, породица се стално селила, тако да је Марк до своје десете године живео у 6 различитих земаља: Гана, Индија, Шпанија, Швајцарска, Енглеска и Сједињене Америчке Државе.
Марк и његова сестра средњу школу су завршили у Прово, Јути. Данијелевски је рекао да му је живот у Јути, као и искуства из других земаља, помогли да стекне поштовање према креативности у свим његовим облицима. Детињство и младост Марка нису много познати јавности. Критичари покушавају да његову боиграфију открију кроз ликове из његових романа (лик Џонија Траунта у роману Кућа лостова). 
Године 1985. Данијелевски је провео неко време у Француској, у посети брату. Тамо је пронашао писаћу машину по којој памти прве чари писања. Током овог периода написао је необјављену причу Где тигрови плешу.
Године 1988, дипломирао је енглеску књижевност на Јејлу, где су му предавачи били Џон Холандер и Стјуарт Молтроп. Био је инспирисан и Харолдом Блумом. 1989. Данијелевски се преселио у Калифорнију на чијем је универзитету, Беркли, уписао убрзани курс Латинског. Он је у исто време завршавао и постдипломске студије на универзитету за филм и телевизију, у Лос Анђелесу. Током овог периода је укључен у филму Дерида, документарац заснован на каријери и филозофији Алжирског књижевног критичаара и филозофа Жака Дерида.
Даниелевски је био помоћник уредника, тонац и камерман за филм, и може се видети како подешава опрему у једном тренутку у филму. 
1993. године умире му отац, а то је уједно и година када је дошао на идеју да напише књигу Кућа листова.
Данијелевски је страствени љубитељ мачака. Мачке ће се спомињати у сваком његовом делу, на безброј начина ће их спомињати, а постају и главна тема у његовом серијалу Познато.

## Дела

### Романи
- Кућа листова (2000)
- Само револуције (2006)
- Познато, Том 1: Кишни мајски дан (2015)
- Познато, Том 2: У шуми (2015)[2]
- Познато, Том 3: Орлови нокти и бол (2016)
- Познато, Tom 4: Хад (2017)
- Познато, Tom 5: Секвоја (2017)

### Новеле
- (2005)
- (2000)

## Кратке приче и есеји
Објављено је и неколико краћих дела међу којима се истичу: Парабола број 9: 'Безнадежна животиња и крај природе , Парабола број 8: З је за зоологију. Готово сва ова дела била су потпуно игнорисана од стране критичара, иако су код фанова добро пролазила. Његов најновији пројекат Познато, амбициозни серијал који се састоји од 27 томова. Том 1: Кишни мајски дан објављен је у мају 2015. године, док је последњи објављен Том 4: Хад је објављен 7. фебруара 2017. године. Објављивање петог тома најављено је за 31. октобар 2017. Од када је објавио први том серијала Познато, Марк организује мале турнеје по објављивању сваког новог тома.

## Музичке колаборације

### Ана Данијелевски
Марк 2000. године креће са својом сестром на турнеју по Америци. Заједно промовишу његову књигу и њен музички албум који садржи много елемената из књиге Кућа листова. Анин албум прати Маркова читања Куће листова на неколико трака, прати и читања писама које је Тед Данијелевски оставио Марку и његовој сестри. Њих двоје су писма пронашли након очеве смрти.
Године2001. Римејк Анине песме Hey pretty, која је пратила маркова читања књиге Кућа листова, заузела је 13. место на алтернативној музичкој листи. Те године, Данијелевски и његова сестра провели су 3 месеца на турнеји Depeche mode-a. Изводили су уводни перформанс.